# 梅达顺

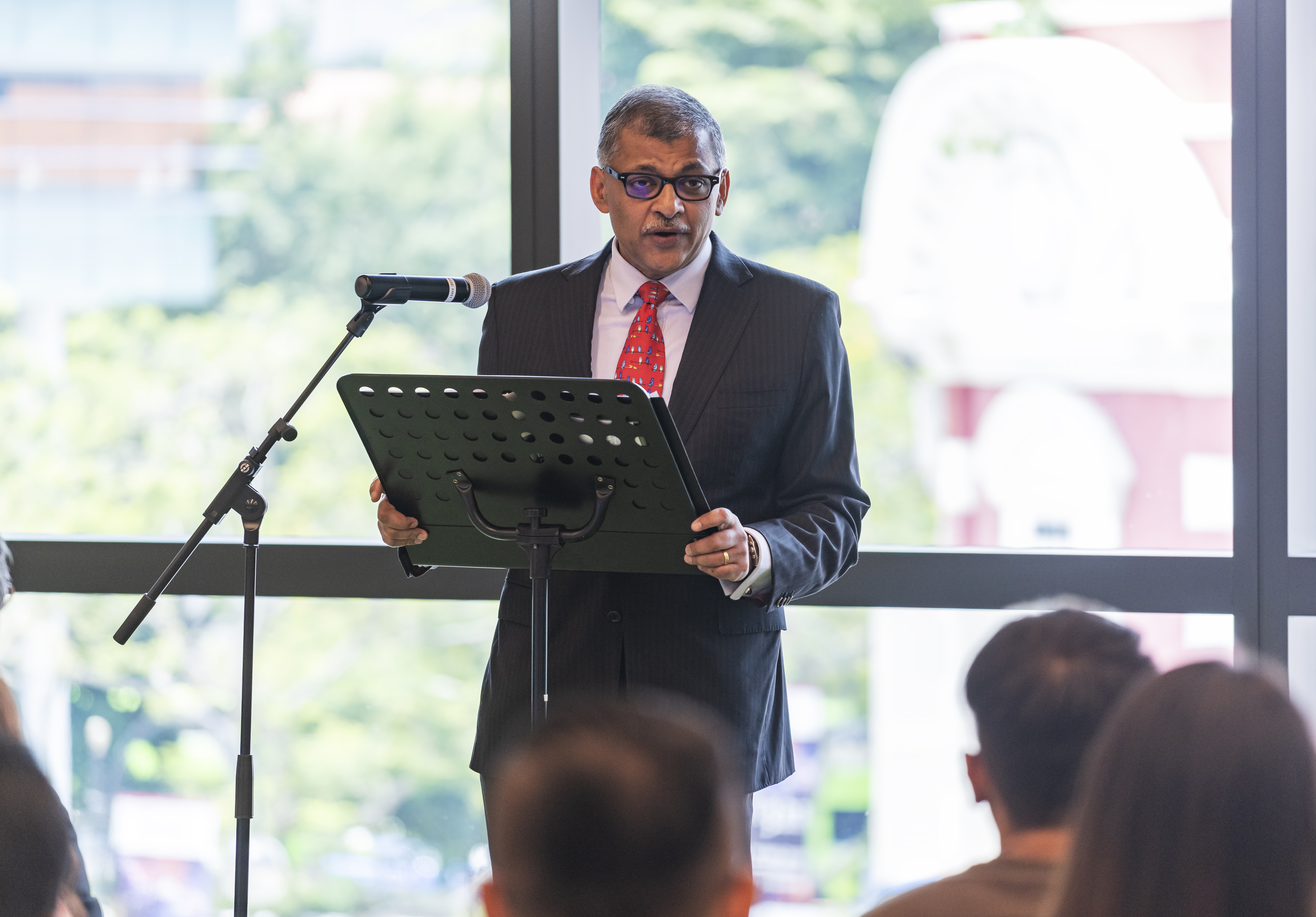
梅達順

梅達順（英語：Sundaresh Menon，1962年2月26日—）是一位新加坡律師及新加坡法官。

## 生平
於1986年畢業於新加坡國立大學並獲得法學學士學位；1991年在哈佛法學院獲得法學碩士學位。 梅達順曾於2010年10月1日至2012年6月25日擔任新加坡总检察长，2012年8月1日至2012年11月5日擔任新加坡上訴法院法官。於2012年11月6日成為新加坡首席大法官。